# Литвин, Фелия Васильевна
Фелия Васильевна Литвин (настоящее имя Франсуаза Васильевна Шютц; 31 августа [12 сентября] 1860, Санкт-Петербург, Российская Империя — 12 октября 1936, Париж, Франция) — певица.

## Биография
"Моя мать уроженка Канады, внучка шотландского полковника Мунро де Фаула и француженки госпожи де Лару. Моего деда, достопочтенного полковника Джона Мунро, Ф. Купер сделал одним из героев «Последнего из могикан». Музыке и пению обучалась у лучших педагогов Италии.
С 15 лет жила в Париже, где в течение трёх лет брала уроки пения у Барт-Бандерали, затем у Полины Виардо (нач. 1880-х гг.). В 16 лет впервые выступила в парижском зале «Плейель», где исполнила арию Леоноры («Трубадур»). Позже пела в Бордо, Женеве, Нью-Йорке (театр «Метрополитен-опера»). В сезоне 1886—1887 гг. выступала в Брюссельском театре «Ла Монне».
В 1888 году пела в Риме и Венеции, выступала на сцене парижского театра «Гран-Опера». Затем была приглашена в Неаполь (театр «Сан-Карло») и Милан (1890, театр «Ла Скала»). В октябре того же года дебютировала в московском Большом театре, затем пела в петербургским Мариинском театре, получила приглашение в одесский Итальянскую оперу.
В 1892 году пела в Мадриде, в 1895 году в Марселе, позже в Милане, Монте-Карло.
В 1897 году после успешных гастролей в «метрополитен-опера» совершила турне по городам США.
В 1903 году получила звание «Солистка Его Императорского Величества».
В 1915 году состоялось последнее выступление певицы на оперной сцене (Монте-Карло, «Аида», вместе с Энрико Карузо).
В 1917 году вышла на сцену парижского театра «Гранд-Опера» в поставленной ею опере «Юдифь» А. де Палиньяк.
Преподавала в консерватории в Фонтенбло (профессор). Награждена французским орденом Почетного легиона (1927). Записала на грампластинки 39 произведений в Париже и Петербурге.

## Библиоинформация
- Ma vie et mon art. Paris. 1933.
- Литвин Ф. Моя жизнь и мое искусство. — Ленинград: Музыка, 1967.. — 164 с. : ил.